# Copenhagen Business Academy
Die Copenhagen Business Academy (auch Cphbusiness) ist eine dänische Wirtschaftsakademie in der Region Hovedstaden. Die Akademie ist eine Privatinstitution der höheren Bildung. Die Wirtschaftsakademie hat 5800 Studierende (Stand 2022), davon waren ca. 650 Internationale Studierende.
Die Kopenhagener Business Akademie bietet an ihren fünf Standorten Studienrichtungen in den Feldern Wirtschaftswissenschaften, IT, Kommunikation, Marketing, Unternehmertum, Service, Umwelttechnik, Tourismus, Finanzen und Management an.

## Geschichte
Die Kopenhagener Business Akademie wurde im September 2008 gegründet. Von der Gründung 2008 bis 2012 hat die Kopenhagener Business Akademie zusammen mit den Institutionen København Nord, Hotel- og Restaurantskolen, Niels Brock und Erhvervsskolen Nordsjælland zusammengearbeitet. Im August 2012 wurde die Kopenhagener Business Akademie formel als Wirtschaftsakademie mit eigener Verwaltung etabliert.

## Campus
Die Kopenhagener Business Academy hat insgesamt fünf Standorte, die verstreut in der Innenstadt Kopenhagens und nördlich von Kopenhagen liegen. Die Wirtschaftsakademie bietet außerdem seit 2015 Studien auf der Insel Bornholm an. Jeder der fünf Standorte beherbergt einen eigenen Fachbereich. Der City Campus beschäftigt sich mit den finanziellen Studien der Wirtschaftsakademie. Hier liegt auch das Rektorat der Kopenhagener Business Academy. Der City Campus ist der Hauptsitz der Institution und der Großteil der Verwaltung ist hier zu finden. Der Nørrebro-Campus bietet die Studienrichtungen im Fachbereich Service und Tourismus an. Der Campus Søerne neben den Kopenhagener Seen, ist auf den Bereich Marketing und Handel konzentriert. In Hillerød, nördlich von Kopenhagen, ist der Campus für den Fachbereich der Laboranten Ausbildungen und Technologie Studien. Der Campus in Kgs. Lyngby bietet verschiedene Studiengänge an und ist nicht einem einzelnen Fachbereich gewidmet.
Seit 2015 bietet die Kopenhagener Business Academy die Studienrichtungen "Serviceökonom" und "Wirtschaftsökonom"  auf Bornholm an.